# Oak Street Music
Pour les articles homonymes, voir Oak Street.
Oak Street Music est un label canadien fondé en 1987 à Winnipeg par le chanteur Fred Penner et son imprésario, Gilles Paquin. L'étiquette est distribuée par Sony Music au Canada. Sur cette étiquette, Fred Penner produit entre autres Fred Penner's Place en 1989, le disque de Noël multilingue The Season en 1991 ainsi qu'une compilation nommée Collections en 1994. À la suite de problèmes financiers, Oak Street Music ferme ses portes le 4 février 1997. Les droits de la plupart de ses enregistrements sont maintenant la propriété de Sony Wonder.

## Artistes parrainés
- Fred Penner
- Carmen Campagne
- Connie Kaldor